# Timo Preußler
Timo Preußler (* 14. August 1983 in Mutlangen) ist ein deutscher Sport- und Wettkampfkletterer. 2003 wurde er Deutscher Meister im Bouldern sowie 2005 im Schwierigkeitsklettern. Im Jahr 2006 gelang ihm in Kuala Lumpur (Malaysia) als vierter Deutscher ein Sieg bei einem Weltcup.

## Karriere
Timo Preußler begann mit elf Jahren zu klettern, mit 13 wurde er bereits Baden-Württembergischer Jugendmeister, ein Jahr später gewann er auch die nationale Jugendmeisterschaft.
2003 gelang ihm erstmals der Gewinn eines nationalen Erwachsenentitels, des Deutschen Bouldercups.
Nach Abschluss der Schule trainierte er ab 2002 bei der Sportfördergruppe der Bundeswehr in Sonthofen. 2005 gelang ihm als einzigem Deutschen der Einzug in das Finale der Kletterweltmeisterschaft in München, die er mit einem sechsten Platz beendete, kurz zuvor war ihm in Zürich mit einem zweiten Platz beim Weltcup sein bis dato größter Wettkampferfolg gelungen. Am 5. November 2005 gewann er in Forchheim die Deutsche Meisterschaft vor Markus Jung und Andreas Bindhammer. Am Ende des Jahres war er zehntplatzierter der Weltrangliste.
Im August 2006 konnte er in Kuala Lumpur einen Weltcup im Schwierigkeitsklettern gewinnen. Nach Guido Köstermeyer, Christoph Finkel und Andreas Bindhammer war Timo Preußler der vierte Deutsche dem dies gelang.
Zudem ist Preußler als Trainer des Landesjugendkaders in Baden-Württemberg sowie als Routenschrauber bei Wettkämpfen aktiv.
Seit Oktober 2006 absolvierte Preußler keine Wettkämpfe mehr. Er betreibt in Mannheim eine Boulderhalle und ist Geschäftsführer eines Industriekletterer-Unternehmens.